# 麥格魯 (內布拉斯加州)
麥格魯（英語：McGrew）是位於美國內布拉斯加州斯科茨布拉夫縣的村。

## 人口
根據2020年美國人口普查的數據，麥格魯的面積為0.37平方千米，皆為陸地。當地共有人口75人，而人口密度為每平方千米203人。